# Thomas le Presbyte
Thomas le Presbyte ou Presbytre est un prêtre jacobite, historien et chroniqueur du VIIe siècle.

## Biographie
Prêtre jacobite de la région de Resaina dans la Djézireh dont le travail laisse penser qu'il est un chronographe averti, ayant accès aux archives d'Édesse en Mésopotamie ainsi qu'au monastère syriaque de Qenneshré, situé sur la rive gauche de l'Euphrate. Il a pour frère un moine nommé Siméon, « portier de Qedar », qui vit dans la région de Mardin où ce dernier est victimes des premiers raids arabes.
Il est considéré comme l'auteur des Chronica minora, ouvrage longtemps considéré comme un mélange composite. On y trouve deux notices, l'une sur la victoire arabe de Gaza (634) avec la plus ancienne mention écrite de Mahomet, l'autre sur les incursions arabes en Haute-Mésopotamie (636).

## Œuvres
- Chronica minora